# Josephus Serrurier
Josephus Serrurier (auch: Joseph Serrurier; * um 1663 in Amsterdam; † 15. April 1742 in Utrecht) war ein niederländischer Philosoph, Physiker, Mathematiker, Mediziner und Botaniker.

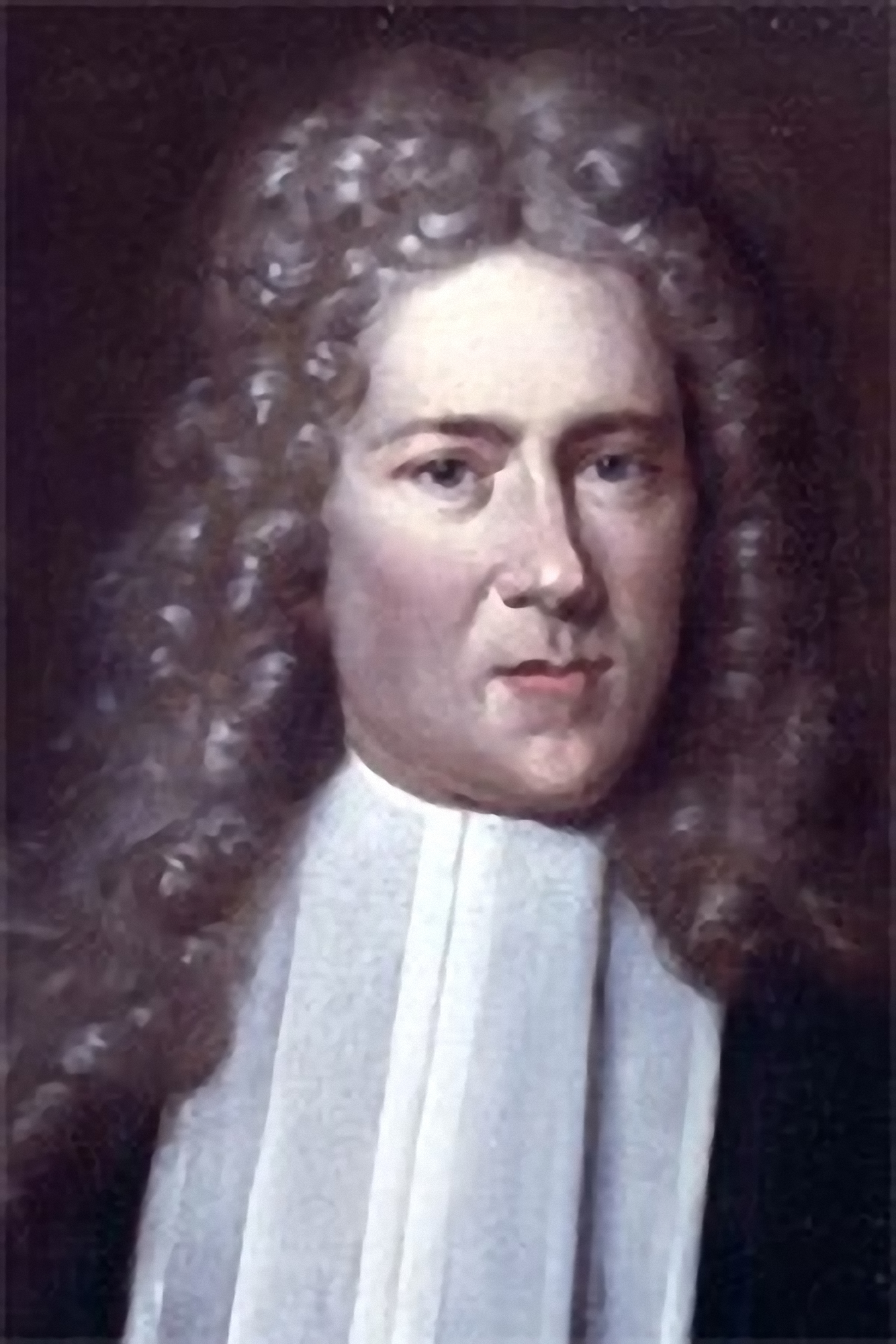
Josephus Serrurier

## Leben
Über Serruriers Herkunft und ersten Kindheitsjahre ist nichts bekannt. Unter dem Rektorat von Friedrich Spanheim immatrikulierte er sich als Siebzehnjähriger am 14. Februar 1680 an der Universität Leiden. Hier fand er in Burchard de Volder einen Förderer, bei dem er die Vorlesungen in Philosophie und Physik besuchte. In der Auseinandersetzung seiner Studien wurde er ein Anhänger der cartesianischen Philosophie des René Descartes. Zudem beschäftigte er sich auch mit medizinischen Studien. In Leiden unterrichteten an der medizinischen Fakultät zu jener Zeit Charles Drelincourt der Jüngere über Pathologische Anatomie, Carel de Maets in Heilkunde und Chemie, Theodor Craanen in Mathematik und Medizin, Paul Hermann in Kräuterkunde und praktischer Medizin, sowie Anton Nuck in Anatomie und Chirurgie, dessen Vorlesungen er besucht haben dürfte.
Am 18. Dezember 1690 erlangte er mit der Verteidigung der Dissertation de Gravitate aeris den akademischen Grad eines Magisters der Philosophie und promovierte am selben Tag mit der Inauguraldissertation de Febribus in genere zum Doktor der Medizin. Am 28. Dezember 1705 beriefen ihn die Kuratoren der Universität Utrecht zum Professor der Philosophie und Mathematik, welches Amt er am 3. Februar 1706 mit der Rede Oratio inauguralis pro philosophia (Utrecht 1706) antrat. Am 18. Mai 1716 wechselte er an die medizinische Fakultät der Utrechter Akademie als Professor der Medizin und Botanik, wozu er die Rede De causis corruptae et contemtae medicinae hielt.
Am 7. Juni 1723 stieg er in die Professur der medizinischen Institutionen (Institutionum Medicarum) und Botanik auf. Zudem beteiligte er sich an den organisatorischen Aufgaben und war in den Jahren 1712/13, 1721/22 sowie 1739/40 Rektor der Alma Mater. Von seinen Schriften ist außerdem ein umfangreicher Traktat zur Experimentalphysik (Physicae experimentis innixae compendiosa tractatio: In usum scholarum domesticarum. Utrecht 1700, 1722) und eine Gedenkschrift auf Adrianus Reland (Oratio Funebris in Obitum Viri Celeberrimi Hadriani Relandi, Antiquitatum Sacrarum & Linguarum Orientalium Professoris Ordinarii Recitata Ipsis Nonis Martiis MDCCXVIII. Utrecht 1718) bekannt.